# Dresdner Marienaltar

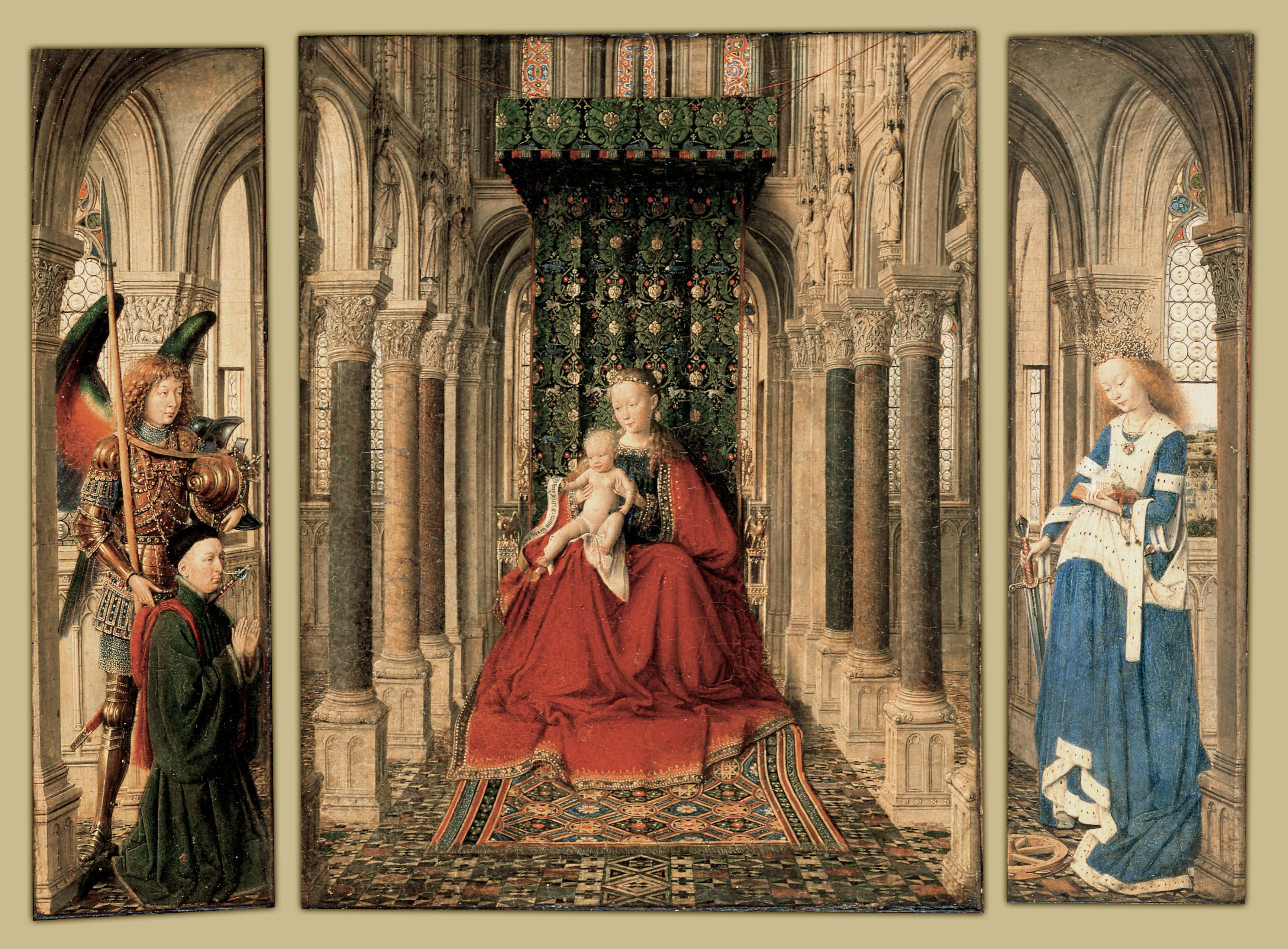
Jan van Eyck, Muttergottes mit Kind und Heiligen, Stifter. Flügelaltar, Dresden, 1437.

Der Dresdner Marienaltar ist ein kleinformatiges Triptychon von Jan van Eyck. Das Werk aus dem Jahr 1437, gemalt mit Öl auf Eichenholz, befindet sich in der Gemäldegalerie Alte Meister in Dresden. Es zeigt in geöffnetem Zustand eine Thronende Madonna und geschlossen eine Verkündigungsszene in sog. Grisaillemalerei.

## Allgemeines

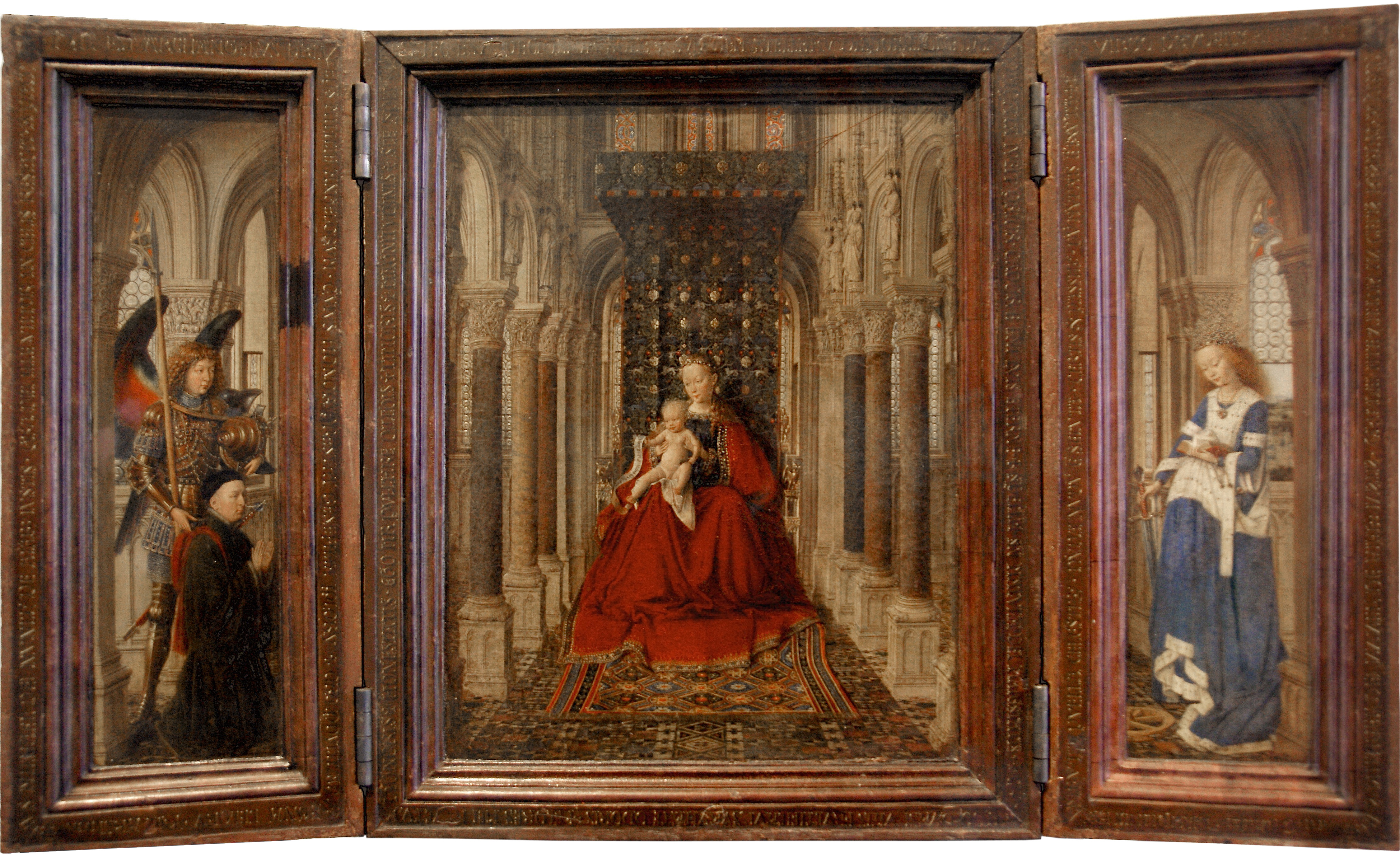
Die beschrifteten Rahmen sind im Original erhalten

Das Werk ist 33 cm hoch, die Flügel sind je 13,5 cm breit und das Mittelbild 27,5 cm. Aufgrund des kleinen Formats dürfte es sich um kein kirchlich genutztes Werk, sondern um ein privates Andachtsbild handeln. Dennoch gleicht das Triptychon seinen großen Vorbildern, dies gilt auch für die bemalten Rückseiten der Seitenflügel, die mit Mariä Verkündigung ein Fastenmotiv zeigen. Die beschrifteten Rahmen sind im Original erhalten. Die Inventarnummer der Staatlichen Kunstsammlungen zu Dresden ist Gal.-Nr. 799.

## Flügeltafel

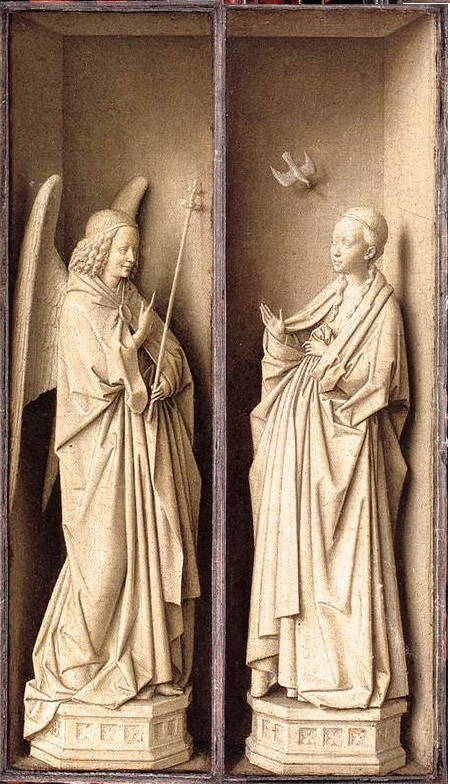
Geschlossene Flügel mit Verkündigungsszene

Die drei Tafeln zeigen den frontalen Querschnitt eines dreischiffigen Kircheninnenraumes. In der Mitte ist Maria mit dem Jesuskind zu sehen und links der kniende Stifter zusammen mit dem Erzengel Michael. Die rechte Tafel zeigt die Heilige Katharina mit ihren Attributen, dem Rad, dem Schwert und dem Buch – den bedeutenden Gegenständen um ihre Legende.
Die Madonna thront inmitten einer dreischiffigen Basilika und ist in einen voluminösen roten Mantel gehüllt mit dem Jesuskind auf dem Schoß, ihr Thron steht an der Stelle, wo sich üblicherweise der Altar befindet. Den Fußboden bildet ein Mosaik, vor dem Thron ist ein Orientteppich ausgelegt. Farbige Marmorsäulen grenzen die Madonna von den anderen auf den Seitenflügeln dargestellten Figuren ab. Nach der mittelalterlichen Tradition stellt Van Eyck eine übergroße Madonna in ein Kirchenschiff. Eine seiner früheren derartigen Darstellungen ist Die Madonna in der Kirche (um 1425, Staatliche Museen zu Berlin).
Auf den Rückseiten der Flügel ist als Motiv aus der Fastenzeit eine Verkündigungsszene in Grisaille gemalt. Es handelt sich um wie echte Statuen in einer Nische gemalte Trompe-l’œil Darstellungen, auf Podesten stehend, einer Engels- und einer Marienskulptur, die sich gegenüberstehen.

## Zuschreibung
Bis 1696 galt das Werk, beschrieben in der Sammlung Jabach, Köln, als Arbeit seines Bruders Hubert van Eyck, danach (1754) im Dresdner Inventar Nr. II 39 sogar als Gemälde aus der Hand von Albrecht Dürer. Seit 1846 wird es nun richtigerweise Jan van Eyck zugeschrieben.